# Rinaldo Del Monte
Rinaldo Del Monte (Sorbolo, 5 febbraio 1946) è un cantautore italiano.
Agli esordi della sua attività ha usato lo pseudonimo di Rinaldo Ebasta; dagli anni '70 in poi ha ripreso ad incidere dischi usando il suo vero nome.

## Biografia
Dotato di una voce abbastanza rauca, debutta come cantante in alcune orchestre emiliane, arrivando però all'incisione del primo 45 giri alla fine del 1966.

Nel 1967 incide Accipicchia l'Angelicchia (canzone che era stata presentata al Cantagiro dello stesso anno da Roberta Amadei) e Quando il mondo finirà.

Nel 1968 partecipa al Cantagiro con Vado pazzo per Lola, che si rifà alle sonorità anni '30, seguendo una moda di quel periodo risalente al successo della celebre Winchester Cathedral della New Vaudeville Band (Giorgio Gaber, per fare un nome noto, incide in quel periodo Torpedo blu).
Nello stesso anno ottiene il suo più grande successo con Bonnie e Clyde, versione italiana di The ballad of Bonnie & Clyde di George Fame ispirata a Gangster Story, celebre film diretto da Arthur Penn. La canzone viene presentata nel corso del programma musicale televisivo Settevoci, condotto da Pippo Baudo, ed entra in Hit parade; viene addirittura usata per una pubblicità in un Carosello.
Pubblica ancora qualche 45 giri, dopo aver cambiato etichetta discografica (passa dalla Ariston alla Ricordi e poi alla Durium), come Soffro soffro (versione italiana di Softly softly degli Equals).
Nel 1971 recita nel film La casa delle mele mature, del regista Pino Tosini.
Nel 1979 incide un album come cantautore per la Monitor, etichetta di proprietà di Giuliano Nistri distribuita dalla RCA, a cui collabora in una canzone, Il gallo, come compositore Zucchero Fornaciari; vi è inoltre presente una traduzione di Funeral de um lavrador di Chico Buarque de Hollanda, che Del Monte intitola Funerale di un lavoratore.
Nel 1981 pubblica un 45 giri con due canzoni di Piero Ciampi. Negli anni '80, usando lo pseudonimo di Bobby Hart, ha inciso il 45 giri Lady day, accostandosi a certe sonorità disco, senza però raggiungere il successo.
Nel 1998 la sua canzone Farufaru (scritta da Gerardo Carmine Gargiulo e arrangiata da Giorgio Moroder, prima della svolta disco) è stata inserita nella compilation Arriva la bomba, curata dalla Irma records.

## Discografia

### Album in studio
- 1972 - Grida (Bentler, BE/LP 1034)
- 1979 - È morta la paura (Monitor, ZPLMO 34078)

### Singoli
- 1967 - Accipicchia l'Angelicchia!/Quando il mondo finirà (Jaguar, JG 70062)
- 1968 - Bonnie e Clyde/Vado pazzo per Lola (Ariston, AR 0246)
- 1968 - Uomo aiutami tu/Mille volte no (Ariston, AR 0289)
- 1969 - Soffro soffro/Un gioco inutile (First, FR 5000)
- 1970 - Viva Bobby Joe/Farufaru (First, FR 5009)
- 1971 - Farufaru/Sarebbe una bella famiglia (First, FR 5019)
- 1971 - Cappello a tuba (First, FR 5050)
- 1971 - Libertà/Ero io eri tu (Durium, Ld A 7732)
- 1976 - Campasino/Campasino (strumentale) (Dischi Ricordi, SRL 10.815; come Rinaldo's Band)
- 1979 - È morta la paura/Il gallo (Monitor, ZBMO 7171)
- 1981 - Io e te Maria/L'amore è tutto qui (ARC, ZBAG 7232; come Rinaldo)
- 1984 - Lady Day/Lady Day (part 2) (RCA Italiana, PB 6760; come Bobby Hart)